# Xenostomella
Xenostomella — рід грибів родини Microthyriaceae. Назва вперше опублікована 1930 року.

## Класифікація
До роду Xenostomella відносять 3 види:
- Xenostomella meridensis
- Xenostomella monninae
- Xenostomella tovarensis